# Moucherolle gris
Empidonax wrightii
Ne doit pas être confondu avec Moucherolle à poitrine grise.
Espèce
Répartition géographique
- Aire de nidification
- Voie migratoire
- Aire d'hivernage

Statut de conservation UICN

 LC  : Préoccupation mineure
Le Moucherolle gris (Empidonax wrightii) est une espèce de passereau de la famille des Tyrannidae.

## Description
Le moucherolle gris est un petit oiseau bien qu'il soit dans la moyenne haute du genre Empidonax. Un adulte typique mesure autour de 15 cm de long, 22 cm d'envergure et pèse aux alentours de 12,5 g.
Les adultes ont une robe grise, plus foncée sur les ailes et la queue, ainsi qu'une partie inférieure claire, avec une teinte jaune. Les ailes sont barrées de blanc, et l'oeil cerclé de blanc. Il possède un bec plus long et étroit que les autres moucherolles, et sa mandibule tend à être pâle sur une plus grande longueur.
Les jeunes moucherolles gris ont une apparence similaire aux adultes avec des couleurs qui ressortent plus. Les barres de leurs ailes sont également plus visible et leur poitrine est teintée de marron.

## Répartition et habitat

### Répartition
Il est originaire de l'ouest des États-Unis, dans une bande plutôt étroite partant du sud de la Colombie-Britannique et s'étendant à travers l'état de Washington, puis sur l'est de l'Oregon et de la Californie. Elle s'étend ensuite plus à l'ouest dans le Nevada, l'Idaho, l'Utah, ainsi que le nord de l'Arizona et du Nouveau-Mexique et le sud du Wyoming et du Colorado.

### Habitat
Le moucherolle gris préfère vivre dans les buissons des fruticées ou des forêts ouvertes. Cela inclut en particulier ceux du genre Artemisia, mais aussi Purshia, Chrysothamnus, Cercocarpus, les genévriers ou Pinus.

## Écologie et comportement

### Alimentation
Le moucherolle gris se nourrit presque exclusivement d'insectes et de petits invertébrés. Il est possible qu'il se nourrisse également de fruits en hiver mais ce n'est pas confirmé.
Il capture ses proies en vol ou à terre. Il attend généralement sur un perchoir assez bas pour attraper les insectes au vol. Il peut également attraper des insectes sur le feuillage ou l'écorce des arbres.

### Reproduction
Cet oiseau est territorial durant la saison des amours. Le mâle établit son territoire et tente d'attirer  une femelle avec des vocalisations et des parades. Il semble qu'il soit monogame mais il est possible que des relations en dehors du couple aient lieu.
Le nid est assez large et moins compact que chez les autres moucherolles. La femelle construit le nid généralement seule à partir de plantes, en particulier des brins d'herbe et de l'écorce, auxquels s'ajoutent un matériau plus doux à l'intérieur (incluant de la laine, des poils, des plumes et des herbes). Le nid est placé dans les buissons cités plus haut, ou dans des pins, et est situé entre 1 et 6 m au-dessus du sol.
Les femelles pondent un œuf par jour, avec un total de trois ou quatre. Elle couve ensuite les œufs pendant deux semaines, après quoi ils éclosent généralement tous le même jour. Les deux parents participent aux nourrissages des bébés. Ceux-ci sont capable de s'envoler 16 jours après l'éclosion.